# Carbonized
Carbonized (ang. zwęglony) – grupa muzyczna ze Szwecji będąca studyjnym projektem członków zespołu Therion. Muzykę graną przez Carbonized określa się jako death metal, lecz grupa oscylowała także wokół muzyki grindcore czy nawet fuzji jazzu z metalem.

## Muzycy
Ostatni znany skład zespołu
- Lars Rosenberg - gitara basowa, śpiew
- Christofer Johnsson - gitara, śpiew
- Piotr Wawrzeniuk - perkusja

Byli członkowie zespołu
- Matti Kärki - śpiew
- Jonas Derouche - śpiew, gitara
- Stefan Ekström - gitara
- Henrik "Hempa" Brynolfsson - gitara
- Richard Cabeza - gitara basowa
- Markus Rüdén - perkusja
- Per Ax - perkusja

## Dyskografia
- (1989) Au-To-Dafe (Demo)
- (1990) No Canonization (SP)
- (1990) Recarbonized (Demo)
- (1991) Cronology of Death (Split)
- (1991) For the Security
- (1993) Disharmonization
- (1996) Screaming Machines